# É-szakik
Az É-szakik (eredeti cím: The Great North) 2021-től vetített amerikai 2D-s számítógépes animációs szitkom, amelyet Lizzie Molyneux-Logelin, Wendy Molyneux és Minty Lewis alkotott.
Amerikában 2021. január 3-án a Fox, míg Magyarországon feliratosan a Disney+ 2022. június 14-én, szinkronosan a TV2 Comedy 2023. október 11-én mutatta be.
2022 augusztusában berendelték a negyedik évadot.

## Ismertető
Beef Tobin egyedülálló apa, aki az alaszkai Lone Moose városában él négy gyermekével – Wolf, Ham, Judy és Moon – valamint Wolf feleségével, Honeybee-vel. Beef életének középpontjában a gyermekei nevelése és a család összetartása áll.

## Szereplők

### Főszereplők
| Szereplő      | Eredeti hang     | Magyar hang       | Leírás |
| ------------- | ---------------- | ----------------- | --- |
| Beef Tobin    | Nick Offerman    | Turi Bálint       | Halász, elvált négygyermekes apa. Beef még mindig próbálja feldolgozni, hogy volt felesége, Kathleen elhagyta. |
| Judy Tobin    | Jenny Slate      | Gyarmati Laura    | Művészi hajlamú tizenhat éves és Beef egyetlen lánya.                                                          |
| Wolf Tobin    | Will Forte       | Bozsó Péter       | Beef legidősebb fia és Honeybee férje.                                                                         |
| Honeybee Shaw | Dulcé Sloan      | Kis-Kovács Luca   | Wolf felesége.                                                                                                 |
| Ham Tobin     | Paul Rust        | Karácsonyi Zoltán | Beef középső fia.                                                                                              |
| Moon Tobin    | Aparna Nancherla | Szabó Zselyke     | Beef legfiatalabb fia, aki osztozik Beef sztoikus viselkedésében és a természetjárás iránti szenvedélyében.    |

### Mellékszereplők
| Szereplő              | Eredeti hang      | Magyar hang       | Leírás |
| --------------------- | ----------------- | ----------------- | --- |
| Gibbons igazgató      | Tim Bagley        | Geri Tamás        | A Lone Moose School igazgatója. |
| ifj. öreg Jody        | Gabe Delahaye     | Seder Gábor       | A Lone Moose reszelős hangú lakója, aki azt állítja, hogy bárkinek bármit meg tud szerezni.                                        |
| Brian Tobin           | Rob Delaney       | Rosta Sándor      | Beef bátyja. |
| Peppers               | Ray Dewilde       | Czvetkó Sándor    | Lone Moose polgármestere és a Sugpiaq törzs tagja.                                                                                 |
| Zoya                  | Brooke Dillman    | Garami Mónika     | Kelet-európai akcentussal rendelkező Lone Moose-i lakos, aki az orosz étteremben dolgozik..                                        |
| Dell                  | Brooke Dillman    | Czifra Krisztina  | Horgásznő és Beef szerelme. |
| Henry Tuntley         | John Early        | Hamvas Dániel     | Moon barátja, aki pulóver-mellényt és szemüveget visel.                                                                            |
| Jerrybee "Jerry" Shaw | Ron Funches       | Borbíró András    | Honeybee barátságos öccse. |
| Gill Beavers          | David Herman      | Majorfalvi Bálint | Fiú, aki viszonzatlanul belezúgott Judyba.                                                                                         |
| Santiago Carpaccio    | David Herman      | Bor László        | Magas, csendes lakos a Lone Moose-ban, aki sajátos dél-európai akcentussal beszél.                                                 |
| Delmer                | Aloysius Hootch   | Albert Gábor      | Idős yup'ik férfi, akinek jégpályája van.                                                                                          |
| Bethany Bones         | Martha Kelly      | Hegedűs Johanna   | Ham és Judy osztálytársai. |
| John                  | Charlie Kelly     | Kerekes Máté      | Ham és Judy osztálytársai. |
| Alanis Morissette     | Alanis Morissette | Pap Kati          | Judy interpretációja az elismert énekesnőről és az ő látszólagos képzeletbeli barátjáról, aki csak a sarki fényben jelenik meg.    |
| Alyson Lefebvrere     | Megan Mullally    | Zakariás Éva      | Judy főnöke a fotóstúdióban. |
| Dorothy Tuntley       | Megan Mullally    | Kocsis Mariann    | Moon barátjának, Henrynek az anyja.                                                                                                |
| Londra Pennypacker    | Judith Shelton    | Sági Tímea        | Szelíd modorú halásznő, akinek a hajója Beef közelében horgonyzik.                                                                 |
| Diondra Tundra        | Robin Thede       | Nádasi Veronika   | A 36-os csatorna híradójának televíziós riportere.                                                                                 |
| Crispin Cienfuegos    | Julio Torres      | Bergendi Áron     | Ham barátja, aki családjával Michiganből költözött Lone Moose-ba, és részmunkaidőben a bevásárlóközpont turmixstandjánál dolgozik. |
| Steven Huang          | Kelvin Yu         | Penke Bence       | Ham és Judy osztálytársa és Judy szerelme.                                                                                         |

### További szereplők
| Szereplő         | Eredeti hang     | Magyar hang        | Leírás                                  |
| ---------------- | ---------------- | ------------------ | --------------------------------------- |
| Lara Silverblatt | Chelsea Peretti  | Csúz Lívia         | Bokorpilóta és Wolf volt barátnője.     |
| Ruth Shaw        | Daniele Gaither  | Csonka Anikó       | Honeybee anyja.                         |
| Louis Shaw       | Phil LaMarr      | Papucsek Vilmos    | Honeybee apja.                          |
| Sebastian        | Tim Jennings     | Hám Bertalan       | A San Diego-i curling csapat kapitánya. |
| Becca Tobin      | Shannon Woodward | Bogdányi Titanilla | Brian lánya.                            |

### Magyar változat
- Bemondó: Korbuly Péter
- Magyar szöveg: Baán Szilvia
- Hangmérnök és vágó: Faragó Imre
- Gyártásvezető: Lajtai Erzsébet
- Szinkronrendező: Gazdik Katalin
- Produkciós vezető: Gyarmati Zsolt

A szinkront a Masterfilm Digital készítette.

## Évados áttekintés
| Évad | Évad | Epizódok | Eredeti sugárzás     | Eredeti sugárzás     | Eredeti adó       | Magyar sugárzás    | Magyar sugárzás   | Magyar adó |
| Évad | Évad | Epizódok | Évadpremier          | Évadfinálé           | Eredeti adó       | Évadpremier        | Évadfinálé        | Magyar adó |
| ---- | ---- | -------- | -------------------- | -------------------- | ----------------- | ------------------ | ----------------- | ---------- |
|      | 1    | 11       | 2021. január 3.      | 2021. május 16.      |                   | 2023. október 11.  | 2023. október 25. |            |
|      | 2    | 22       | 2021. szeptember 26. | 2022. május 22.      | 2023. október 26. | 2023. november 24. |                   |            |
|      | 3    | 22       | 2022. szeptember 25. | 2023. május 21.      | 2024. február 27. | 2024. március 27.  |                   |            |
|      | 4    | 20       | 2024. január 7.      | 2024. szeptember 15. |                   |                    |                   |            |
|      | 5    | 22       | 2024. december 22.   | 2025. szeptember 14. |                   |                    |                   |            |

## A sorozat készítése
2018. szeptember 28-án jelentették be először, hogy a sorozat fejlesztés alatt áll, az alkotók Wendy Molyneux  Lizzie Molyneux és Minty Lewis lesznek. 2019. május 9-én a Fox hivatalosan is berendelte a sorozatot.